# Continuum (série télévisée)
Pour les articles homonymes, voir Continuum.
Continuum est une série télévisée canadienne en 42 épisodes de 43 minutes, créée par Simon Barry et diffusée du 27 mai 2012 au 9 octobre 2015 sur Showcase au Canada et depuis le 14 janvier 2013 sur Syfy aux États-Unis.
Au Québec, la série est diffusée depuis le 6 novembre 2013 sur AddikTV et en France, depuis le 12 novembre 2013 sur Syfy France et sur Prime Video.

## Synopsis
En 2077, Kiera Cameron est un agent, envoyée par accident dans le passé. Elle tente d'appréhender les condamnés à mort qui se sont évadés dans ce même espace-temps. Coincée à Vancouver en 2012, elle ne peut plus rejoindre ni son mari ni son fils, restés en 2077.
Elle lutte alors, avec l'aide du lieutenant de police Carlos Fonnegra, contre les criminels et terroristes qui pourraient l'empêcher de retourner à son époque et plus encore, définitivement effacer son avenir et, ipso facto, sa famille.

## Distribution

### Acteurs principaux
- Rachel Nichols (VF : Marie Zidi) : Kiera Cameron
- Victor Webster (VF : Constantin Pappas) : Carlos Fonnegra, partenaire détective de Kiera
- Erik Knudsen (VF : Vincent de Boüard) : Alec Sadler (2012), un technicien whiz qui aide Kiera
- Stephen Lobo (VF : Benoît Du Pac) : Matthew Kellog, ex-membre de Liber8
- Roger Cross (VF : Jean-Paul Pitolin) : Travis Verta, membre de Liber8
- Lexa Doig (VF : Natacha Muller) : Sonya Valentine, membre de Liber8
- Tony Amendola (VF : Patrick Floersheim puis Jean Barney) : Edouard Kagamé, leader de Liber8 (principal saison 1, puis invité)
- Omari Newton (en) (VF : Sidney Kotto) : Lucas Ingram, membre de Liber8
- Luvia Petersen (en) (VF : Chantal Baroin) : Jasmine Garza, membre de Liber8
- Jennifer Spence (VF : Catherine Desplaces) : Betty Robertson
- Brian Markinson (VF : Vincent Violette) : le capitaine Dillon
- Ryan Robbins (VF : Alexis Victor) : Brad Tonkin / John Doe (récurrent saison 3, principal saison 4)

### Acteurs récurrents
- Richard Harmon (VF : Olivier Podesta) : Julian Randol, le demi-frère d'Alec
- John Reardon (en) (VF : Taric Mehani) : Greg Cameron, le mari de Kiera, 2077 (saisons 1 et 2)
- Janet Kidder (VF : Odile Schmitt) : Ann Sadler, la mère d'Alec (saisons 1 et 2)
- Sean Michael Kyer (VF : Bénédicte Rivière) : Sam Cameron, le fils de Kiera, 2077 (saisons 1, 2 et 4)
- Caitlin Cromwell (VF : Olivia Dutron) : Elena (saisons 1 et 2)
- William B. Davis (VF : Jacques Brunet) : Alec Sadler (2077) (saisons 1 à 4)
- Michael Rogers (en) (VF : Marc Bretonnière) : Roland Randol, le beau-père d'Alec (saison 1)
- Terry Chen (VF : Stéphane Marais) : Curtis Chen, membre de Liber8 (saisons 1, 3 et 4)
- Olivia Ryan-Stern : Maddie, la grand-mère de Kellog (saison 1)
- Adam Greydon Reid (VF : Olivier Jankovic) : Clayton, le médecin légiste (saison 1)
- Tahmoh Penikett (VF : Olivier Rodier) : Jim Martin (saisons 1 et 2)
- Nicholas Lea (VF : Mathieu Buscatto) : agent Gardiner du SCRS (saisons 1 et 2)
- Ian Tracey (VF : Emmanuel Karsen) : Jason (saisons 1 à 4)
- John Cassini (en) (VF : Jérôme Pauwels) : Marco (saison 2)
- Magda Apanowicz (VF : Jessica Monceau) : Emily, la petite amie d'Alec Sadler (saisons 2 à 4)
- Catherine Lough Haggquist (VF : Céline Duhamel) : l'inspecteur Nora Harris (saisons 2 à 4)
- Hugh Dillon (VF : Jean-Louis Faure) : Stan Escher (saison 2)
- Bruce Ramsay (VF : Antoine Nouel) : l'inspecteur Rosicki (saison 2)
- Adrian Holmes (en) (VF : Philippe Bozo puis Bruno Dubernat) : Warren (saisons 2 et 3)
- Zak Santiago (VF : Cédric Carlier) : agent Miller (saisons 2 et 3)
- Rachael Crawford (VF : Véronique Borgias) : Catherine (saison 3)
- Anjali Jay (VF : Nathalie Homs) : Jacqueline (saison 3)
- Michelle Harrison (VF : Véronique Picciotto) : Diane Bolton (saison 3)
- Ty Olsson (VF : Guillaume Orsat) : Marcellus (invité saison 3, récurrent saison 4)
- Aleks Paunovic (VF : Pascal Casanova) : Rollins (saison 4)
- Kyra Zagorsky (VF : Hélène Bizot) : Vasquez (saison 4)
- Lisa Berry : Nolan (saison 4)
- Michael Eklund (VF : Sébastien Desjours) : Robert Zorin (saison 4)
- Garfield Wilson (VF : Frantz Confiac) : Weaver (saison 4)
Version française
  - Société de doublage : All In Studios[6],[7] / Imagine
  - Direction artistique : Marc Bretonnière[6] / Galia Prate
  - Adaptation des dialogues : Amélie Antoine, Julie Berlin-Sémon, Manon Cranney, Laetitia Benrejdal (saisons 1 et 2), Galia Prate (saisons 3 et 4)[7]
  - Adaptation en sous-titrage (pour Syfy, saisons 1 et 2) : Samuel Bréan, Marion Chesné

Sources VF : RS Doublage et Doublage Séries Database

## Production

### Développement
Le 23 novembre 2011, la chaîne Showcase annonce la commande de la série qui devait initialement s'intituler Out of Time.
La série, produite par Reunion Pictures Inc. et Shaw Media,, a vu sa production commencer en janvier 2012 sous la direction de Jon Cassar qui a réalisé le pilote.
Le 25 août 2012, la série a été renouvelée pour une deuxième saison de treize épisodes.
Le 5 juin 2013, Showcase a renouvelé la série pour une troisième saison de treize épisodes et le 1er août 2013, Syfy a officialisé le renouvellement.
Le 8 décembre 2014, Showcase et Syfy ont renouvelé la série pour une quatrième et dernière saison de six épisodes.

### Attribution des rôles
Les acteurs Rachel Nichols, Victor Webster, Erik Knudsen et Stephen Lobo ont été choisis pour incarner les rôles principaux de la série. Puis, les acteurs Roger Cross, Tony Amendola, Lexa Doig et Omari Newton sont également annoncés.
En mars 2013, l'acteur Hugh Dillon est annoncé dans la deuxième saison.
En novembre 2013, Rachael Crawford décroche un rôle récurrent lors de la troisième saison.
En avril 2015, Kyra Zagorsky, Michael Eklund, Ty Olsson, Aleks Paunovic, Lisa Berry et Garfield Wilson sont annoncés à la distribution de la quatrième saison.

### Tournage
La série est tournée à Vancouver, en Colombie-Britannique, au Canada.
Le tournage de la troisième saison a débuté en novembre 2013 et celui de la quatrième en mars 2015.

### Fiche technique
- Titre original et français : Continuum
- Création : Simon Barry
- Réalisation : Jon Cassar et Patrick Williams
- Scénario : Simon Barry et Jeff King
- Direction artistique : Keli Manson
- Décors :
- Costumes : Maya Mani
- Photographie : Joel Ransom, David Pelletieret Michael Wale
- Montage : James Alain et Allan Lee
- Musique : Jeff Danna
- Casting :
- Production : Todd Giroux (superviseur) ; Simon Barry, Patrick Williams, Holly Redford, Jeff King et Tom Rowe (production exécutive) ; Sara B. Cooper (coproductrice exécutive) ; Chris August (designer)
- Société(s) de production :
- Société(s) de distribution : Showcase
- Pays d'origine :  Canada
- Langue originale : anglais
- Format : couleur - 35 mm - 1,78:1 - son Dolby Digital
- Genre : drame, science-fiction, action
- Durée : 42 minutes

 Sauf indication contraire, les informations mentionnées dans cette section peuvent être confirmées par la base de données cinématographiques IMDb,  présente dans la section « Liens externes ».

## Épisodes

### Première saison (2012)
La première saison, composée de dix épisodes, a été diffusée du 27 mai 2012 au 5 août 2012 sur Showcase, au Canada.
1. Voyage dans le temps (A Stitch in Time)
2. Le Bon Vieux Temps (Fast Times)
3. Perte de temps (Wasting Time)
4. Une question de temps (Matter of Time)
5. À l’épreuve du temps (A Test of Time)
6. Manque de temps (Time's Up)
7. La Politique du temps (The Politics of Time)
8. Plus le temps de jouer (Playtime)
9. Du temps en famille (Family Time)
10. Le temps est écoulé (Endtimes)

Sources des titres originaux : IMDb

### Deuxième saison (2013)
Elle a été diffusée du 21 avril 2013 au 4 août 2013 sur Showcase, au Canada et à partir du 7 juin 2013 sur Syfy, aux États-Unis.
1. Secondes Chances (Second Chances)
2. Fraction de seconde (Split Second)
3. Une seconde de réflexion (Second Thoughts)
4. Seconde Peau (Second Skin)
5. Deuxième Avis (Second Opinion)
6. Deuxième Vérité (Second Truths)
7. Second Degré (Second Degree)
8. Seconde Écoute (Second Listen)
9. Secondes (Seconds)
10. Seconde Vague (Second Wave)
11. Second Choix (Second Guessed)
12. Dernière Seconde (The Dying Seconds)
13. Seconde Fois (Second Last)

Sources des titres originaux : IMDb
Source des titres français : Syfy France

### Troisième saison (2014)
Elle a été diffusée du 16 mars 2014 au 22 juin 2014 sur Showcase, au Canada et à partir du 4 avril 2014 sur Syfy, aux États-Unis.
1. Minute par minute (Minute by Minute)
2. Minute Man (Minute Man)
3. La Minute de vérité (Minute to Win It)
4. À la dernière minute (A Minute Changes Everything)
5. Antenne dans 30 minutes (30 Minutes to Air)
6. Une Minute gaspillée (Wasted Minute)
7. La Première Minute (Waning Minute)
8. Dernière Minute sur Terre (So Do Our Minutes Hasten)
9. Une Minute de silence (Minute of Silence)
10. Révolutions par minute (Revolutions Per Minute)
11. Minuit moins trois minutes (3 Minutes to Midnight)
12. Une Minute sacrifiée (The Dying Minutes)
13. La Minute finale (Last Minute)

Sources des titres originaux : IMDb

### Quatrième saison (2015)
Composée de six épisodes afin de clore la série, elle a été diffusée du 4 septembre 2015 au 9 octobre 2015 sur Showcase, au Canada et sur Syfy, aux États-Unis.
1. Heures perdues (Lost Hours)
2. Heure de pointe (Rush Hour)
3. L'Heure de vérité (Power Hour)
4. L'Heure du renouveau (Zero Hours)
5. L'Heure des comptes (The Desperate Hours)
6. La Dernière Heure (Final Hour)

## Accueil

### Audiences

#### Au Canada
La première diffusion du pilote sur Showcase a attiré 900 000 téléspectateurs (427 000 sur la tranche d'âge adultes 25 à 54 ans), marquant un record pour la chaîne spécialisée .

## Produits dérivés

### Sorties DVD / Blu-ray
- Royaume-Uni : La première saison est disponible depuis le 28 janvier 2013, la deuxième saison depuis le 7 avril 2014 et la troisième saison depuis le 27 avril 2015, édité par Universal UK Pictures au format DVD et Blu-ray.
- France : La première saison est disponible depuis le 10 décembre 2013, la deuxième saison depuis le 4 mars 2014 et la troisième saison depuis le 6 janvier 2015, édité par Universal France uniquement en DVD.
- États-Unis : La série est sortie dans son intégralité, y compris la quatrième et dernière saison sur le support DVD et Blu-ray chez Universal Studios.

## Récompense
- Saturn Awards 2016 : Saturn Award de la meilleure série de science fiction